# Pierre Boileau
Pierre Boileau (* 28. April 1906 in Paris; † 16. Januar 1989 in Beaulieu-sur-Mer) war ein französischer Autor von Kriminalromanen.

## Leben
Nach dem Studium an der Handelshochschule arbeitete Pierre Boileau als Sozialarbeiter. Nebenher schrieb er Kriminalromane um den Meisterdetektiv André Brunel.
Als Boileau nach dem Krieg Thomas Narcejac kennenlernte, widmeten sie sich gemeinsam dem Verfassen psychologischer Kriminalromane und wurden zu Meistern ihres Fachs. Nach ihrem Roman Celle qui n'était plus (1952) drehte Henri-Georges Clouzot den Film Die Teuflischen, D'entre les morts (1954) diente als Vorlage für Alfred Hitchcocks Film Vertigo – Aus dem Reich der Toten.

## Werke (Auswahl)
Von Boileau allein verfasste Kriminalromane
- Entscheidung in den Klippen (La Pierre qui tremble, 1934)
- Der ruhende Bacchus/Der Trick mit daVinci (Le Repos de Bacchus, 1938)
- La Promenade de minuit (1938)
- Sechsmal tödlich (Six crimes sans assassin, 1939)
- Les Trois clochards (1945)
- Les Rendez-vous de Passy (1951)
- L'Assassin vient les mains vides (1951)

Kriminalromane von Boileau-Narcejac
- Tote sollten schweigen (Celle qui n'était plus, 1952)
- Gesichter des Schattens (Les Visages d'ombre, 1953)
- Von den Toten auferstanden (Neuauflage: Vertigo – Aus dem Reich der Toten) (D'entre les morts, 1954)
- Ich bin ein anderer: die Wölfinnen (Les Louves, 1955)
- Mord bei 45 Touren (À cœur perdu, 1959)
- Das Geheimnis des gelben Geparden (Maléfices, 1961)
- Die Karten liegen falsch (Maldonne, Èditions Denoël, Paris 1962), Rowohlt, Reinbek bei Hamburg 1965, ISBN 3-499-42786-9.
- Mensch auf Raten (Et mon tout est un homme, 1965)
- Parfum für eine Selbstmörderin (La Mort a dit peut-être, 1967)
- Appartement für einen Selbstmörder (La Porte du large, 1969)
- Das Leben ein Alptraum (La Vie en miettes, 1972)
- Wenn eine Tote mit zwei Männern lebt (La Tenaille, 1975)
- Auf dem Abstellgleis (Carte vermeil, 1979)
- Die Unberührbaren (Les Intouchables, 1980)
- Werthers zweiter Selbstmord (Box office, 1981)
- Ohne Spuren (Les Eaux dormantes, 1983)
- Der Traum vom Gold (Le Soleil dans la main, 1990)
- La main passe 1991
- Les nocturnes 1992

Erzählungen zusammen mit Thomas Narcejax
- Schizophrénie. In: Manigances. Editions Denoel, Paris 1971
  - deutsch: Bewußtseinsspaltung. Deutsch von Stefanie Weiss. In: Der Psychiater und andere bösartige Geschichten. Rowohlt Taschenbuch Verlag, Reinbek bei Hamburg 1976; auch in: Jutta Schmidt-Walk (Hrsg.): Das Rowohlt GRUSEL Lesebuch. Rowohlt Taschenbuch Verlag, Reinbek bei Hamburg 1983, ISBN 3-499-15206-1, S. 181–191.

Sachbuch zusammen mit Thomas Narcejac
- Der Detektivroman (Le Roman policier, 1964)

## Verfilmungen
- siehe Thomas Narcejac

## Auszeichnungen
- 1938: Prix du Roman d’Aventures für Der ruhende Bacchus (Le Repos de Bacchus)
- 1974: Prix Mystère de la critique (gemeinsam mit Thomas Narcejac) für Das Geheimnis von Eunerville (Le Secret d'Eunerville)